# Чапала (Болніський муніципалітет)
Чапала (груз. ჭაპალა) — село в Грузії.
За даними перепису населення 2014 року в селі проживає 1121 особа.